# Simona Halep
Simona Halep (Konstanca, 1991. szeptember 27. –) aromán nemzetiségű romániai hivatásos teniszezőnő, világelső, kétszeres Grand Slam-tornagyőztes, junior Grand Slam-tornagyőztes, olimpikon, az ITF világbajnoka (2018).
2006–2025 közötti profi pályafutása során egyéniben 24, párosban egy WTA-tornát nyert meg, emellett még egyéniben hat, párosban négy ITF-tornagyőzelmet szerzett. 2013-ban őt választották meg az év legtöbbet fejlődött játékosának.
2008-ban megnyerte a Roland Garroson a junior lányok versenyét. A felnőttek között a Grand Slam-tornákon egyik legjobb eredményét is a Roland Garroson érte el, miután megnyerte a 2018-as tornát. Második Grand Slam-tornagyőzelmét 2019-ben Wimbledonban aratta, miután a döntőben legyőzte Serena Williamst, ezzel az első román teniszező, aki egyéniben nyert Wimbledonban. 2014-ben bejutott az év végi világbajnokság döntőjébe.
2013 júniusában Nürnbergben, illetve ’s-Hertogenboschban, júliusban Budapesten, augusztusban a Premier kategóriájú New Haven-i versenyen, októberben a hasonló rangú moszkvai Kreml Kupán diadalmaskodott, végül novemberben megnyerte az év végi bajnokok tornáját is, a fináléban Samantha Stosurt legyőzve. 2014 februárjában Katarban bizonyult a torna legjobbjának, miután a döntőben felülmúlta Angelique Kerbert.
Egyéniben 2017. október 9-én került a világranglista élére, ezzel ő lett a 25. teniszezőnő, akinek ez sikerült, és egyben ő az első román világelső teniszező. 2017-ben megszerezte az év végi világelsőséget, ezzel ő lett az első román teniszezőnő, aki ezt a címet elérte. 2018-ban ismét ő lett az év végi világelső, és ezzel elsőként kapta meg az év végi világelsőnek járó, 2018-ban alapított Chris Evertről elnevezett trófeát. Párosban a legjobb helyezése a 71. hely volt 2017. május 15-én.
2010-től volt Románia Fed-kupa-válogatottjának tagja. Románia képviseletében vett részt a 2012-es londoni olimpia női egyéni teniszversenyén. A 2019-es wimbledoni győzelme után bejelentették, hogy ő lesz Románia zászlóvívője a 2020-as tokiói olimpián.
2017-ben a Business Review a legsikeresebb román nőnek választotta, megelőzve a regionális politikáért felelős európai uniós biztos Corina Crețut.
2018-ban elnyerte a Nemzetközi Tenisz Szövetség (ITF) világbajnoki címét.
2021. szeptember 15-én Konstancán összeházasodott Toni Iuruc makedoromán (aromán) üzletemberrel, de egy év múlva elváltak.
2022 októberében vérében tiltott szert találtak, ezért 4 évre eltiltották a tenisztől. Mindvégig hangoztatta ártatlanságát, és többszöri fellebbezés, valamint bizonyítási eljárás után 2024 márciusában végül felmentették a vádak alól. A 2022-es US Open után először a 2024-es Miami Openen indulhatott el.
2025. február 4-én a Transylvania Openen bejelentette visszavonulását.

### Junior Grand Slam döntői

#### Egyéni

##### Győzelmei (1)
| Év   | Bajnokság     | Borítás | Ellenfél     | Eredmény         |
| ---- | ------------- | ------- | ------------ | ---------------- |
| 2008 | Roland Garros | Salak   | Elena Bogdan | 6–4, 6–7(3), 6–2 |

### Grand Slam döntői

#### Egyéni

##### Győzelmei (2)
| Év   | Bajnokság     | Borítás | Ellenfél        | Eredmény      |
| ---- | ------------- | ------- | --------------- | ------------- |
| 2018 | Roland Garros | Salak   | Sloane Stephens | 3–6, 6–4, 6–1 |
| 2019 | Wimbledon     | Fű      | Serena Williams | 6–2, 6–2      |

##### Elveszített döntői (3)
| Év   | Bajnokság       | Borítás | Ellenfél           | Eredmény         |
| ---- | --------------- | ------- | ------------------ | ---------------- |
| 2014 | Roland Garros   | Salak   | Marija Sarapova    | 4–6, 7–6(5), 4–6 |
| 2017 | Roland Garros   | Salak   | Jeļena Ostapenko   | 6–4, 4–6, 3–6    |
| 2018 | Australian Open | Kemény  | Caroline Wozniacki | 6–7(2), 6–3, 4–6 |

## Év végi világbajnokság döntői

### Egyéni 1 (0–1)
| Eredmény | Év   | Torna                 | Borítás    | Ellenfél        | Eredmény |
| -------- | ---- | --------------------- | ---------- | --------------- | -------- |
| Döntős   | 2014 | WTA Finals, Szingapúr | Kemény (f) | Serena Williams | 3–6, 0–6 |

## WTA-döntői

### Egyéni

#### Győzelmei (24)
| Összesítés                                   |                              |
| Grand Slam-torna (2)                         |                              |
| Premier Mandatory (3)                        | WTA 1000 (kötelező)* (0)     |
| Premier Five (5)                             | WTA 1000 (nem kötelező)* (1) |
| Premier (3)                                  | WTA 500* (0)                 |
| International (8)                            | WTA 250* (1)                 |
| WTA Finals (0)                               |                              |
| Tournament of Champions/WTA Elite Trophy (1) |                              |
| Olimpia (0)                                  |                              |

*2021-től megváltozott a tornák kategóriáinak elnevezése.
|     | Dátum                | Torna                                       | Borítás    | Ellenfél a döntőben    | Döntő eredménye  | Döntő eredménye |
| 1.  | 2013. június 15.     | Nürnberger Versicherungscup, Nürnberg       | Salak      | Andrea Petković        | 6–3, 6–3         |                 |
| 2.  | 2013. június 22.     | Topshelf Open, ’s-Hertogenbosch             | Fű         | Kirsten Flipkens       | 6–4, 6–2         |                 |
| 3.  | 2013. július 14.     | Budapest Grand Prix, Budapest               | Salak      | Yvonne Meusburger      | 6–3, 6–7(7), 6–1 | (részletek)     |
| 4.  | 2013. augusztus 24.  | New Haven Open, New Haven                   | Kemény     | Petra Kvitová          | 6–2, 6–2         |                 |
| 5.  | 2013. október 20.    | Kreml Kupa, Moszkva                         | Kemény (f) | Samantha Stosur        | 7–6(1), 6–2      |                 |
| 6.  | 2013. november 3.    | WTA Tournament of Champions, Szófia         | Kemény (f) | Samantha Stosur        | 2–6, 6–2, 6–2    |                 |
| 7.  | 2014. február 16.    | Qatar Total Open, Doha                      | Kemény     | Angelique Kerber       | 6–2, 6–3         |                 |
| 8.  | 2014. július 13.     | Bucharest Open Bukarest                     | Salak      | Roberta Vinci          | 6–1, 6–3         |                 |
| 9.  | 2015. január 10.     | Shenzhen Open                               | Kemény     | Bacsinszky Tímea       | 6–2, 6–2         |                 |
| 10. | 2015. február 21.    | Dubai Duty Free Tennis Championships, Dubaj | Kemény     | Karolína Plíšková      | 6–4, 7–6(4)      |                 |
| 11. | 2015. március 22.    | Indian Wells Masters, Indian Wells          | Kemény     | Jelena Janković        | 2–6, 7–5, 6–4    |                 |
| 12. | 2016. május 7.       | Mutua Madrid Open, Madrid                   | Salak      | Dominika Cibulková     | 6–2, 6–4         |                 |
| 13. | 2016. július 17.     | Bucharest Open                              | Salak      | Anastasija Sevastova   | 6–0, 6–0         |                 |
| 14. | 2016. július 31.     | Canada Masters, Montréal                    | Kemény     | Madison Keys           | 7–6(2), 6–3      |                 |
| 15. | 2017. május 13.      | Mutua Madrid Open, Madrid                   | Salak      | Kristina Mladenovic    | 7–5, 6–7(5), 6–2 |                 |
| 16. | 2018. január 6.      | Shenzhen Open, Sencsen                      | Kemény     | Kateřina Siniaková     | 6–1, 2–6, 6–0    |                 |
| 17. | 2018. június 9.      | Roland Garros                               | Salak      | Sloane Stephens        | 3–6, 6–4, 6–1    | (részletek)     |
| 18. | 2018. augusztus 12.  | Canadian Open                               | Kemény     | Sloane Stephens        | 7–6(6), 3–6, 6–4 |                 |
| 19. | 2018. július 13.     | Wimbledoni teniszbajnokság                  | Fű         | Serena Williams        | 6–2, 6–2         | (részletek)     |
| 20. | 2020. február 22.    | Dubai Duty Free Tennis Championships        | Kemény     | Jelena Ribakina        | 3–6, 6–3, 7–6(5) |                 |
| 21. | 2020. augusztus 16.  | Prague Open                                 | Kemény     | Elise Mertens          | 6–2, 7–5         |                 |
| 22. | 2020. szeptember 21. | Italian Open                                | Salak      | Karolína Plíšková      | 6–0, 2–1 feladta |                 |
| 23. | 2022. január 9.      | Gippsland Trophy, Melbourne                 | Kemény     | Veronyika Kugyermetova | 6–2, 6–3         |                 |
| 24. | 2022. augusztus 14.  | Canadian Open, Toronto                      | Kemény     | Beatriz Haddad Maia    | 6–3, 2–6, 6–3    |                 |

#### Elveszített döntői (18)
|     | Dátum               | Torna                                    | Borítás    | Ellenfél a döntőben | Döntő eredménye             | Döntő eredménye |
| 1.  | 2010. április 24.   | GP de SAR La Princesse Lalla Meryem, Fez | Salak      | Alberta Brianti     | 4–6, 3–6                    |                 |
| 2.  | 2011. május 1.      | GP de SAR La Princesse Lalla Meryem, Fez | Salak      | Iveta Benešová      | 4–6, 2–6                    |                 |
| 3.  | 2012. május 26.     | Brussels Open, Brüsszel                  | Salak      | Agnieszka Radwańska | 5–7, 0–6                    | (részletek)     |
| 4.  | 2014. május 11.     | Mutua Madrid Open, Madrid                | Salak      | Marija Sarapova     | 6–1, 2–6, 3–6               |                 |
| 5.  | 2014. június 7.     | Roland Garros                            | Salak      | Marija Sarapova     | 4–6, 7–6(5), 4–6            | (részletek)     |
| 6.  | 2014. október 26.   | WTA Finals                               | Kemény (f) | Serena Williams     | 3–6, 0–6                    |                 |
| 7.  | 2015. augusztus 16. | Rogers Cup, Toronto                      | Kemény     | Belinda Bencic      | 6–7(5), 7–6(4), 0–3 feladta |                 |
| 8.  | 2015. augusztus 23. | Cincinnati Masters, Cincinnati           | Kemény     | Serena Williams     | 3–6, 6–7(5)                 |                 |
| 9.  | 2017. május 21.     | Internazionali BNL d'Italia, Róma        | Salak      | Elina Szvitolina    | 6–4, 5–7, 1–6               |                 |
| 10. | 2017. június 10.    | Roland Garros                            | Salak      | Jeļena Ostapenko    | 6–4, 4–6, 3–6               | (részletek)     |
| 11. | 2017. augusztus 20. | Western & Southern Open, Cincinnati      | Kemény     | Garbiñe Muguruza    | 1–6, 0–6                    |                 |
| 12. | 2017. október 8.    | China Open, Peking                       | Kemény     | Caroline Garcia     | 4–6, 6–7(3)                 |                 |
| 13. | 2018. január 27.    | Australian Open, Melbourne               | Kemény     | Caroline Wozniacki  | 6–7(2), 6–3, 4–6            | (részletek)     |
| 14. | 2018. május 20.     | Internazionali BNL d'Italia, Róma        | Salak      | Elina Szvitolina    | 0–6, 4–6                    |                 |
| 15. | 2018. augusztus 19. | Western & Southern Open, Cincinnati      | Kemény     | Kiki Bertens        | 2–6, 7–6(6), 6–2            |                 |
| 16. | 2019. február 16.   | Qatar Total Open, Doha                   | Kemény     | Elise Mertens       | 6–3, 4–6, 3–6               |                 |
| 17. | 2019. május 11.     | Mutua Madrid Open, Madrid                | Salak      | Kiki Bertens        | 4–6, 4–6                    |                 |
| 18. | 2021. október 31.   | Transylvania Open, Kolozsvár             | Kemény (f) | Anett Kontaveit     | 2–6, 3–6                    |                 |

### Páros

#### Győzelmei (1)
| No. | Dátum           | Torna                        | Borítás | Partner            | Ellenfél                              | Eredmény         |
| --- | --------------- | ---------------------------- | ------- | ------------------ | ------------------------------------- | ---------------- |
| 1.  | 2018. január 6. | Shenzhen Open, Sencsen, Kína | Kemény  | Irina-Camelia Begu | Barbora Krejčíková Kateřina Siniaková | 1–6, 6–1, [10–8] |

#### Elveszített döntői (1)
| No. | Dátum            | Torna                            | Borítás | Partner          | Ellenfél                              | Eredmény    |
| --- | ---------------- | -------------------------------- | ------- | ---------------- | ------------------------------------- | ----------- |
| 1.  | 2016. július 31. | Canada Masters, Montréal, Kanada | Kemény  | Monica Niculescu | Jelena Vesznyina Jekatyerina Makarova | 3–6, 6–7(5) |

## ITF-győzelmei

### Egyéni (6)
| No. | Dátum               | Helyszín     | Borítás | Ellenfél a döntőben   | Eredmény a döntőben |
| 1.  | 2007. május 6.      | Bukarest     | Salak   | Cristina-Andreea Mitu | 7–6(5), 6–0         |
| 2.  | 2007. május 13.     | Bukarest     | Salak   | Patricia Mayr         | 6–3, 3–6, 6–2       |
| 3.  | 2008. május 4.      | Bukarest     | Salak   | Elena Bogdan          | 6–1, 6–3            |
| 4.  | 2008. május 18.     | Bukarest     | Salak   | Stéphanie Vongsouthi  | 7–6(4), 6–3         |
| 5.  | 2008. június 28.    | Kristinehamn | Salak   | Anne Schäfer          | 6–3, 6–2            |
| 6.  | 2009. szeptember 6. | Maribor      | Salak   | Marosi Katalin        | 6–4, 6–2            |

### Páros (4)
| No. | Dátum           | Helyszín | Borítás | Partner             | Ellenfelek a döntőben            | Eredmény a döntőben |
| 1.  | 2007. május 6.  | Bukarest | Salak   | Ionela-Andreea Iova | Laura-Ioana Andrei Ioana Gaspar  | 6–4, 2–6, 6–3       |
| 2.  | 2007. május 13. | Bukarest | Salak   | Irina-Camelia Begu  | Laura-Ioana Andrei Ioana Gaspar  | 6–4, 6–2            |
| 3.  | 2008. május 4.  | Bukarest | Salak   | Ionela-Andreea Iova | Okszana Homik Shona Lee          | 6–3, 6–1            |
| 4.  | 2009. május 10. | Bukarest | Salak   | Irina-Camelia Begu  | Julia Görges Sandra Klemenschits | 2–6, 6–0, [12–10]   |

## Eredményei Grand Slam-tornákon

### Egyéniben
| Grand Slam | Australian Open | Australian Open      | Roland Garros | Roland Garros        | Wimbledon   | Wimbledon               | US Open     | US Open              |
| Év         | Eredmény        | Utolsó ellenfél      | Eredmény      | Utolsó ellenfél      | Eredmény    | Utolsó ellenfél         | Eredmény    | Utolsó ellenfél      |
| 2009       | –               | –                    | Selejtező     | Selejtező            | –           | –                       | –           | –                    |
| 2010       | Selejtező       | Selejtező            | 1. kör        | Samantha Stosur      | Selejtező   | Selejtező               | 1. kör      | Jelena Janković      |
| 2011       | 3. kör          | Agnieszka Radwańska  | 2. kör        | Samantha Stosur      | 2. kör      | Serena Williams         | 2. kör      | Carla Suárez Navarro |
| 2012       | 1. kör          | Paula Ormaechea      | 1. kör        | Petra Cetkovská      | 1. kör      | Anabel Medina Garrigues | 2. kör      | Nagyja Petrova       |
| 2013       | 1. kör          | Sloane Stephens      | 1. kör        | Carla Suárez Navarro | 2. kör      | Li Na                   | 4. kör      | Flavia Pennetta      |
| 2014       | Negyeddöntő     | Dominika Cibulková   | Döntő         | Marija Sarapova      | Elődöntő    | Eugenie Bouchard        | 3. kör      | Mirjana Lučić-Baroni |
| 2015       | Negyeddöntő     | Jekatyerina Makarova | 2. kör        | Mirjana Lučić-Baroni | 1. kör      | Jana Čepelová           | Elődöntő    | Flavia Pennetta      |
| 2016       | 1. kör          | Csang Suaj           | 4. kör        | Samantha Stosur      | Negyeddöntő | Angelique Kerber        | Negyeddöntő | Serena Williams      |
| 2017       | 1. kör          | Shelby Rogers        | Döntő         | Jeļena Ostapenko     | Negyeddöntő | Konta Johanna           | 1. kör      | Marija Sarapova      |
| 2018       | Döntő           | Caroline Wozniacki   | Győzelem      | Sloane Stephens      | 3. kör      | Hszie Su-vej            | 1. kör      | Kaia Kanepi          |
| 2019       | 4. kör          | Serena Williams      | Negyeddöntő   | Amanda Anisimova     | Győzelem    | Serena Williams         | 2. kör      | Taylor Townsend      |
| 2020       | Elődöntő        | Garbiñe Muguruza     | 4. kör        | Iga Świątek          | elmaradt    | elmaradt                | –           | –                    |
| 2021       | Negyeddöntő     | Serena Williams      | –             | –                    | –           | –                       | 4. kör      | Elina Szvitolina     |
| 2022       | 4. kör          | Alizé Cornet         | 2. kör        | Cseng Csin-ven       | Elődöntő    | 'Jelena Ribakina        | 1. kör      | Darija Sznyihur      |

### Párosban
| Grand Slam | Australian Open          | Australian Open                    | Roland Garros             | Roland Garros               | Wimbledon                 | Wimbledon                    | US Open                   | US Open                          |
| Év         | Eredmény Partner         | Utolsó ellenfél                    | Eredmény Partner          | Utolsó ellenfél             | Eredmény Partner          | Utolsó ellenfél              | Eredmény Partner          | Utolsó ellenfél                  |
| 2011       | 1. kör Yanina Wickmayer  | L. Dekmeijere Morita A.            | 1. kör Polona Hercog      | J. Gajdošová K. Zakopalová  | 1. kör Varvara Lepchenko  | Vania King J Svedova         | 2. kör Irina-Camelia Begu | I. Benešová B. Z.-Strýcová       |
| 2012       | 1. kör Arantxa Rus       | I.-C. Begu M. Niculescu            | 2. kör Aleksandra Wozniak | Vania King J. Svedova       | 1. kör Aleksandra Wozniak | J. Svedova G. Voszkobojeva   | 1. kör Olha Szavcsuk      | Renata Voráčová Klára Zakopalová |
| 2013       | 1. kör Arantxa Rus       | Czink M. B. Jovanovski             | 1. kör Arantxa Rus        | Sorana Cîrstea Morita Ajumi | 1. kör Ana Tatisvili      | S. Foretz Gacon Eva Hrdinová | 1. kör Alexandra Cadanțu  | Jill Craybas Coco Vandeweghe     |
| 2014       | 1. kör Alexandra Cadanțu | Květa Peschke Katarina Srebotnik   | –                         | –                           | –                         | –                            | –                         | –                                |
| 2015       | –                        | –                                  | –                         | –                           | 1. kör Elena Bogdan       | Hszie Su-vej Flavia Pennetta | –                         | –                                |
| 2016–2020  | –                        | –                                  | –                         | –                           | –                         | –                            | –                         | –                                |
| 2021       | 1. kör C Kempenaers-Pocz | Arina Rodionova Storm Sanders      | –                         | –                           | –                         | –                            | –                         | –                                |
| 2022       | 1. kör E-G Ruse          | Jaqueline Cristian Andrea Petković |                           |                             |                           |                              |                           |                                  |

## Részvételei az év végi bajnokságokon
- CSK=csoportkör; ND=negyeddöntő; ED=elődöntő; D=döntő; GY=győztes; ELM=elmaradt.

| Torna                   | 2010            | 2011            | 2012            | 2013            | 2014 | 2015 | 2016 | 2017 | 2018       | 2019 | 2020 | 2021 | Gy–V |
| ----------------------- | --------------- | --------------- | --------------- | --------------- | ---- | ---- | ---- | ---- | ---------- | ---- | ---- | ---- | ---- |
| WTA Finals egyéni       | nem kvalifikált | nem kvalifikált | nem kvalifikált | nem kvalifikált | D    | CSK  | CSK  | CSK  | nem indult | CSK  | ELM  | NK   | 7–10 |
| WTA Elite Trophy egyéni | nem kvalifikált | nem kvalifikált | nem kvalifikált | Gy              | –    | –    | –    | –    | –          | –    | ELM  | ELM  | 5–0  |

## Statisztikák
|                        | 2006 | 2007 | 2008 | 2009  | 2010  | 2011  | 2012  | 2013  | 2014  | 2015  | 2016  | 2017  | 2018  | 2019  | 2020 | 2021  | Karrier* |
| ---------------------- | ---- | ---- | ---- | ----- | ----- | ----- | ----- | ----- | ----- | ----- | ----- | ----- | ----- | ----- | ---- | ----- | -------- |
| Kemény pálya           | 0–0  | 10–0 | 7–3  | 16–10 | 17–12 | 20–15 | 17–15 | 29–11 | 23–11 | 41–11 | 26–13 | 21–12 | 28–7  | 23–13 | 10–2 | 20–7  | 308–142  |
| Füves pálya            | 0–0  | 0–0  | 0–0  | 0–0   | 1–1   | 1–2   | 0–3   | 6–1   | 6–2   | 2–2   | 4–1   | 6–2   | 2–1   | 9–1   | 0–0  | 0–0   | 37–16    |
| Szőnyegborítás         | 0–0  | 1–1  | 3–1  | 0–0   | 0–0   | 0–0   | 0–0   | 0–0   | 0–0   | 0–0   | 0–0   | 0–0   | 0–0   | 0–0   | 0–0  | 0–0   | 4–2      |
| Salakos pálya          | 3–2  | 0–0  | 18–4 | 15–7  | 21–10 | 7–9   | 9–6   | 18–5  | 17–3  | 6–4   | 15–4  | 18–3  | 16–3  | 11–3  | 13–1 | 4–3   | 191–67   |
| Nyert-vesztett meccsek | 3–2  | 10–0 | 26–8 | 24–18 | 39–23 | 28–26 | 26–24 | 53–17 | 46–16 | 49–17 | 45–18 | 45–17 | 46–11 | 43–17 | 23–3 | 24–10 | 540–227  |
| Tornagyőzelem          | 0    | 2    | 3    | 1     | 0     | 0     | 0     | 6     | 2     | 3     | 3     | 1     | 1     | 1     | 3    | 0     | 26       |

* 2021. november 25-én

## Pénzdíjak
| Év       | GS-győzelem | WTA-győzelem | Megnyert tornák | Pénzdíjazás (dollár) |     |
| -------- | ----------- | ------------ | --------------- | -------------------- | --- |
| 2011     | 0           | 0            | 0               | 282 858              | 66. |
| 2012     | 0           | 0            | 0               | 374 695              | 58. |
| 2013     | 0           | 6            | 6               | 1 222 446            | 18. |
| 2014     | 0           | 2            | 2               | 4 519 763            | 4.  |
| 2015     | 0           | 3            | 3               | 4 568 127            | 2.  |
| 2016     | 0           | 3            | 3               | 4 333 253            | 3.  |
| 2017     | 0           | 1            | 1               | 5 275 227            | 3.  |
| 2018     | 1           | 2            | 3               | 7 409 564            | 1.  |
| 2019     | 1           | 0            | 1               | 6 962 442            | 2.  |
| 2020     | 0           | 3            | 3               | 1 937 890            | 6.  |
| 2021     | 0           | 0            | 0               | 904 330              | 35. |
| Karrier* | 2           | 20           | 22              | 37 950 241           | 4.  |

*2021. november 25-ei állapot.

## Év végi világranglista-helyezései
| Év       | 2008 | 2009 | 2010 | 2011 | 2012 | 2013 | 2014 | 2015 | 2016 | 2017 | 2018 | 2019 | 2020 | 2021 | 2022 | 2023 | 2024 |
| Helyezés | 352. | 210. | 81.  | 53.  | 47.  | 11.  | 3.   | 2.   | 4.   | 1.   | 1.   | 4.   | 2.   | 20.  | 10.  | –    | 882. |

Világranglista-helyezések: év végén

## Díjai, elismerései
- Most Improved Player (a legtöbbet fejlődő játékos): 2013[14]
- Az év teniszezője Romániában (2016)[15]
- Kedvenc egyéni játékos (WTA szurkolói díj) (2017, 2018, 2019)[16]
- Az év női sportolója Romániában (2018)[17]
- Az ITF világbajnoka (2018)[7]
- Román Csillagrend (2019)[18]
- Kolozsvár díszpolgára (2019)[19]